# St Tiernach's Park
Le St Tiernach's Park (Páirc Thiarnaigh Naofa  en irlandais) est un stade de sports gaéliques situé dans la ville de Clones (Comté de Monaghan) en Irlande, et l'enceinte des équipes de Football gaélique et de hurling de  Monaghan.
Le stade a accueilli les finales du championnat inter-comté d'Ulster de 1944 à 2004.
Il est aujourd'hui le stade de football gaélique le plus moderne de la province d'Ulster.